# Przykra Kopa

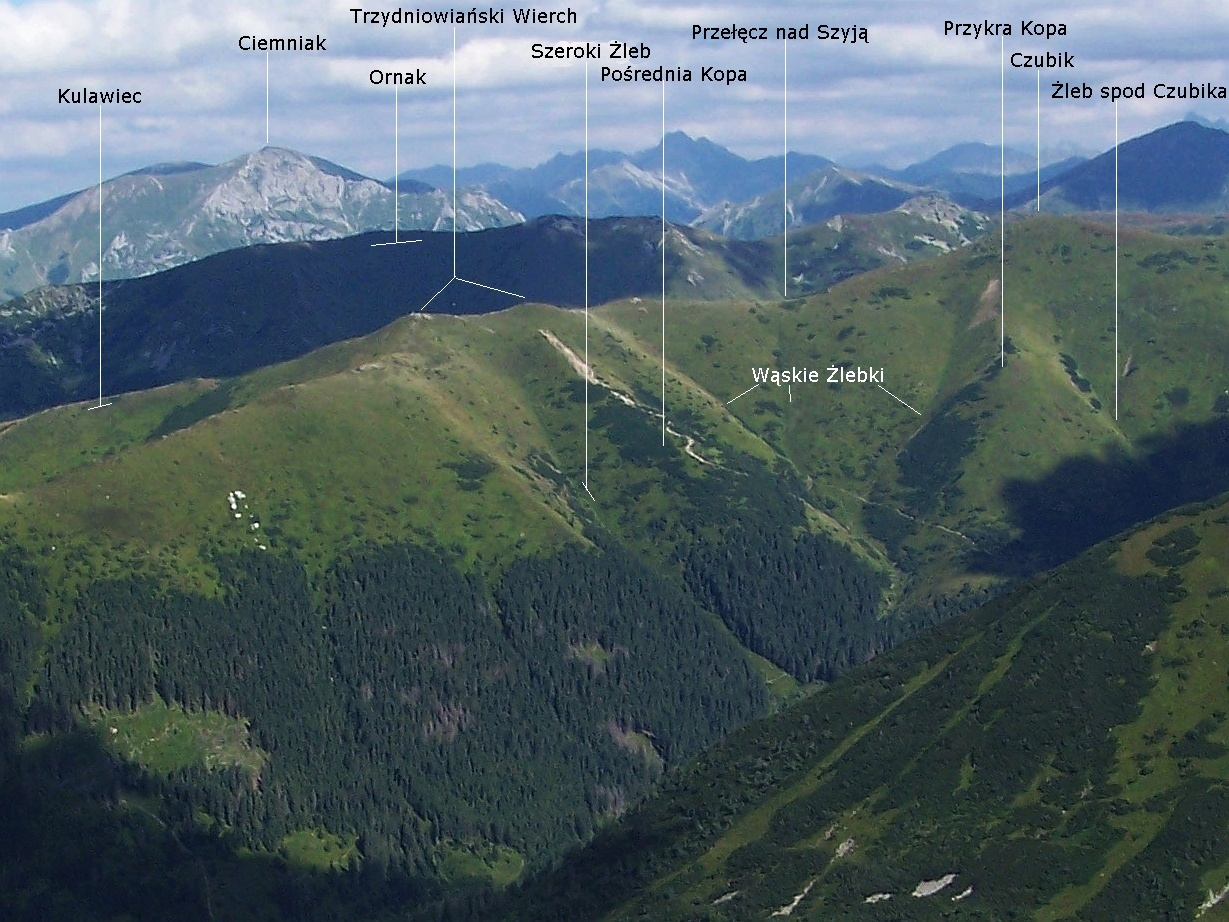
Widok z Rakonia

Przykra Kopa – grzęda na zachodnich, opadających do Doliny Jarząbczej stokach Czubika w polskich Tatrach Zachodnich. Oddziela Wąskie Żlebki znajdujące się po jej północnej stronie od Żlebu spod Czubika znajdującego się na południowej stronie. Żlebami tymi zimą schodzą lawiny. W dolnej części Przykra Kopa przechodzi w opadającą w północno-zachodnim kierunku grzędę Wielkiego Przysłopu.
Dawniej Przykra Kopa była wypasana, wchodziła w skład Hali Jarząbczej. Była też bardziej trawiasta. Od czasu zaprzestania pasterstwa jej stoki stopniowo porastają kosodrzewiną.